# Nílton de Sordi
Nílton de Sordi (Paracicaba, 1931. február 14. –  Bandeirantes, Paraná, 2013. augusztus 24.) világbajnok brazil labdarúgó, hátvéd.

## Pályafutása

### Klubcsapatban
1949 és 1952 között a XV de Piracicaba labdarúgója volt. 1952 és 1965 között a São Paulo FC csapatában szerepelt és 536 mérkőzésen szerepelt. 1965-ben a União Bandeirante játékosaként fejezte be az aktív labdarúgást.

### A válogatottban
1955 és 1961 között 22 alkalommal szerepelt a brazil válogatottban. Tagja volt az 1958-as világbajnok csapatnak.

## Sikerei, díjai
- Világbajnokság
  - világbajnok: 1958